# Schistidium dupretii
Schistidium dupretii là một loài Rêu trong họ Grimmiaceae. Loài này được (Thér.) W.A. Weber mô tả khoa học đầu tiên năm 1976.